# Gastone Costa
Gastone Costa (Loreo, 19 agosto 1878 – 12 dicembre 1958) è stato un avvocato e politico italiano.

## Biografia
Laureato in giurisprudenza all'Università degli Studi di Pisa, esercitò poi la professione di avvocato ad Adria. Lavorò anche in comune a Padova come segretario di seconda classe. Fece parte del Consiglio provinciale scolastico con Giacomo Matteotti, Aurelio Balotta e Dante Gallani. 
Dopo la Liberazione venne nominato presidente dell’Ospedale civile di Padova e membro della commissione straordinaria degli avvocati e procuratori di Padova.
Esponente del Partito Socialista Italiano, è stato deputato all'Assemblea Costituente e poi deputato alla Camera nella I legislatura, fino al 1953. Dal 19 aprile 1946 al 5 aprile 1947 fu sindaco di Padova.
Morì il 18 dicembre 1958 all'età di 78 anni.